# Carl Michael Bellman
Carl Michael Bellman, poète suédois, né le 4 février 1740, mort le 11 février 1795, se fit un nom populaire par ses chansons bachiques et érotiques, et gagna la faveur de Gustave III. On l'a surnommé l’Anacréon de la Suède.
Ses textes, souvent comiques dans leur description des bas-fonds de Stockholm, mais toujours sensibles à la dimension tragique de la vie humaine, tournent autour des thèmes de l'ivrognerie, de la prostitution et de l'amour physique, de la maladie et de la mort. On note également la présence de la nature et de nombreuses images saisies sur le vif du Stockholm de la fin du XVIIIe siècle.
Les chansons de Bellman restent très populaires en Suède et ont notamment été interprétées par Cornelis Vreeswijk.
Le chef d'orchestre et compositeur français Eugène Bigot, qui fut le codirecteur musical des Ballets suédois à Paris, a rapporté de ses tournées en Suède des chansons de Bellman qu'il a ensuite utilisées dans une pièce de théâtre (Maîtresse de roi, d'Aderer et Ephraïm) qui fut créée au Théâtre des Champs-Élysées en 1925, avec Cécile Sorel en vedette. Il en tira une suite pour petit orchestre : le Roi galant.

## Note
1. ↑  Voir par exemple l'album Spring mot Ulla, spring! Cornelis sjunger Bellman (en)
2. ↑  Henri-Claude Fantapié, «  Eugène Bigot et les Ballets suédois », Boréales n° 82-85, 2001, p. 173-200.

## Source
Cet article comprend des extraits du Dictionnaire Bouillet. Il est possible de supprimer cette indication, si le texte reflète le savoir actuel sur ce thème, si les sources sont citées, s'il satisfait aux exigences linguistiques actuelles et s'il ne contient pas de propos qui vont à l'encontre des règles de neutralité de Wikipédia.